# 山村聰
山村 聪（日语：やまむら そう，1910年2月24日—2000年5月26日）是日本资深演员及导演。他于1947年至1991年之间总共演出了多过110部电影以及执导了四部电影。

## 主要演出
- 蟹工船（1953年、电影） - 执导
- 东京物语（1953年、电影） - 平山幸一
- 世界大战争（1961年、电影） - 日本内阁总理大臣
- 太平洋奇迹的作战 金斯卡岛（1965年、电影） - 川岛中将
- 日本最长的一日（1967年、电影） - 铃木贯太郎内阁海军大臣米内光政
- 虎！虎！虎！（1970年、电影） - 联合舰队司令长官山本五十六
- 激动的昭和史 军阀（1970年、电影） - 米内光政
- 春之坂道[錨點失效]（1971年、NHK大河剧） - 家康
- 水浒传（1973年、电视剧） - 卢俊义
- 日本沉没（1973年、电影） - 松川总理大臣
- 华丽一族（1974年、电视剧） - 万俵大介
- 哥吉拉vs王者基多拉（1991年、电影） - 林田首相